# Parque Estadual Telma Ortegal

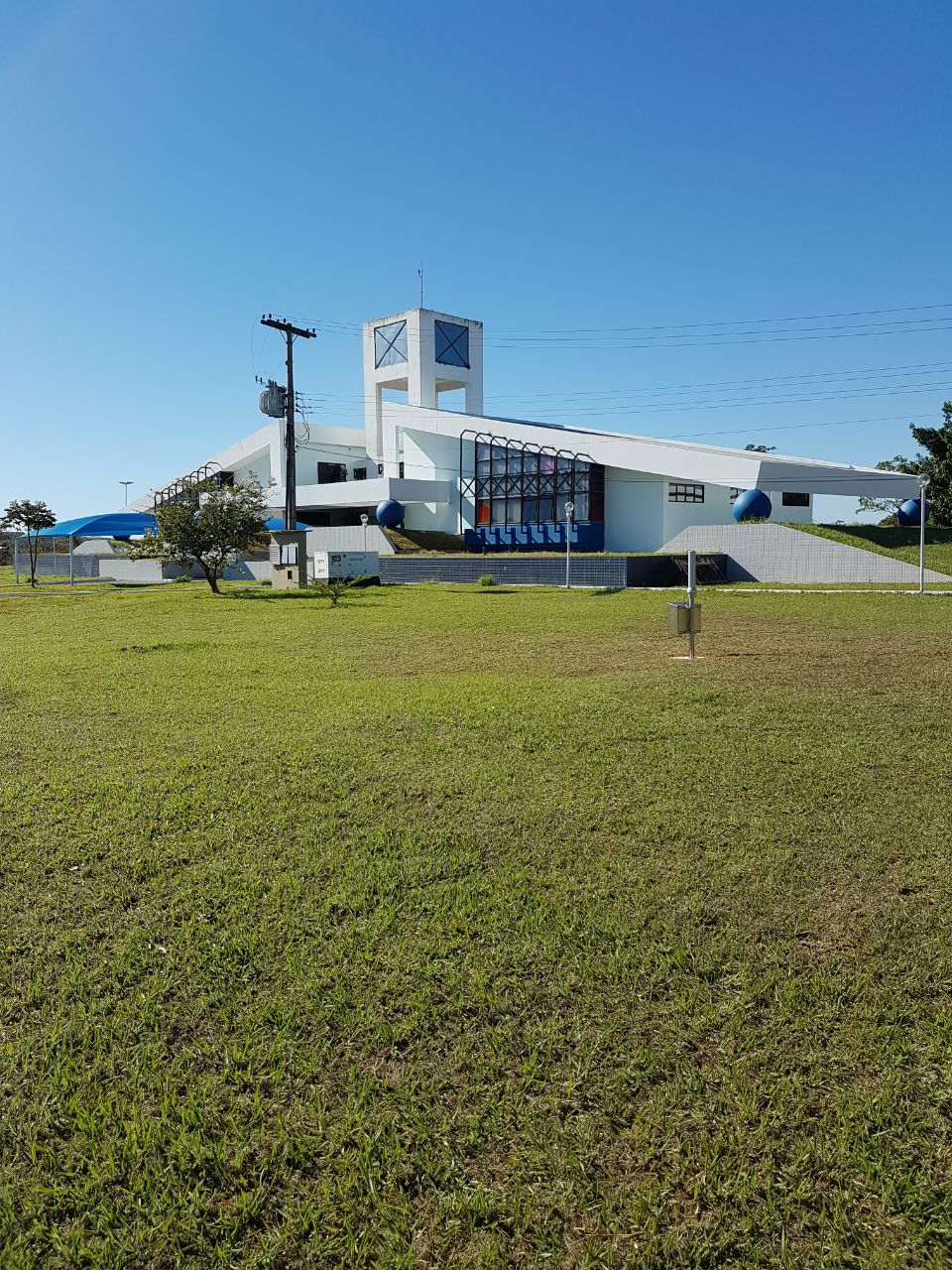
Informationszentrum im Parque Estadual Telma Ortegal, erbaut nach dem Goiânia-Unfall. Im Vordergrund eine Sonde zur Messung der Ortsdosisleistung

Der Parque Estadual Telma Ortegal (brasilianisches portugiesisch für Staats-Anlage Telma Ortegal) liegt westlich der Stadt Goiânia in der Gemeinde (município) Abadia de Goiás im brasilianischen Bundesstaat Goiás.
Er wurde durch das Gesetz 12.789 vom 26. Dezember 1995 geschaffen und umfasst eine Fläche von 166 Hektar. Die Anlage dient der Lagerung der beim Goiânia-Unfall angefallenen radioaktiven Abfälle und kontaminierten Gegenstände nach den Richtlinien der brasilianischen Umweltbehörde IBAMA, der brasilianischen nationalen Kernenergiekommission CNEN und der CEMAm. Sie unterliegt der Sonderregelung des Gesetzes Política Florestal Nr. 12.596 vom 14. März 1995 und der CEMAm Resolution Nr. 01/94. Im vorderen Bereich des Parkes befindet sich ein Informationszentrum.

## Aufteilung
Die Anlage ist in vier Bereiche aufgeteilt:
- Zona Primitiva – Der Zutritt zu diesem 4,99 Hektar großen Bereich ist aufgrund der dort lagernden Abfälle nur zu Forschungszwecken erlaubt.
- Zona de Uso Intensivo – Dieser Bereich beinhaltet Freizeiträume, ein Informationszentrum und einen Aussichtsturm.
- Zona de Uso especial – Laboratorien, Lager-, Verwaltungs-, Wartungs- und Servicegebäude liegen in diesem Bereich.
- Zona de Recuperação – Dieser Bereich darf nicht bebaut oder anderweitig benutzt werden, bis die dort gelagerten Abfälle keine Gefahr mehr darstellen.